# Tóthpál Dániel
Tóthpál Dániel (Türkös, 1907. december 11. – Budapest, 1936. június 10.) erdélyi csángó költő.

## Származása
Apja Tóthpál András (Türkös, 1884. május 19. – Skrobowa-Galícia, 1916. június 2-4.), anyja Jakab Péter Anna (Csernátfalu, 1884. január 31. – Türkös, 1974. május 15.) evangélikus vallású napszámosok és földművesek voltak. A házaspár Türkösben a Főutca 28. szám alatt lakott (a szocializmus alatt Lenin utca 166, 1990 után pedig Brassó út 166).

## Korai évei
Tóthpál Dániel tanulmányait 1913-ban a türkösi általános iskolában, Köpe Lujza nevű tanítónál kezdte. Mind a négy évet kitűnő minősítéssel végezte. Harmadik osztályos volt, amikor apja az első világháborúban hősi halált halt.
A Tóthpál család az apa halála után nehéz anyagi körülmények között élt. Anyja ennek ellenére Dániel fiát beíratta a brassói Római Katolikus Főgimnáziumba, amelyet sikeresen el is végzett 1926-ban.

## Bukaresti évei
1926 októberében Bukarestbe költözött ahol beiratkozott az Orvosi Egyetemre. Orvosi tanulmányait félbehagyva jogi tanulmányokat folytatott. Hogy fia tanulmányait támogatni tudja, anyja a türkösi házukat bérbe adta és Bukarestben vállalt különböző háztartási állásokat.
A bukaresti pezsgő élet magával ragadta: hétvégenként öt-hat magyar bál is volt, de a Bukarasti Magyar Operett Színház és a Kovács-féle vendéglő is a bukaresti csángók egyik találkozóhelye volt. Eljárt a Koós Ferenc Körbe, szervezői aktivitást is kifejtett ott. Ezekben az időkben számos verset írt, szerelemről, a magyar kisebbségi sorsról, az életről.
1928. november 19-én a Keleti Újság bukaresti szerkesztősége tudósítóként szerződtette. Ugyanez időtájt a kolozsvári Realitatea nevű, hetenként megjelenő román nyelvű újság bukaresti tudósítója is volt. De megjelentek írásai a sepsiszentgyörgyi megjelenő Délkelet című hetilapban (a lap 1932-ben szűnt meg). A Délkelet hasábjain Tóthpál Dániel írásait T.D. rövidítéssel publikálta.
1930. november 22-én megjelent első verseskötete Sírás az estben... címmel. A könyv borítója, melyet szobrász barátja Jakab András tervezett, egy az eget és a tökéletességet ostromló ifjút ábrázolt. A kötet elején Oscar Wilde idézet olvasható: "Ifjú ember első alkotása, amelyet élete tavaszán ad a világnak olyan legyen, akárcsak a tavasszal nyíló virág: igénytelenül egyszerű."Az első példányt saját magának dedikálta: "Első példány az első kötetemből, amely talán az első lépés is verseim révén a népem emlékezetében, a számomra biztosítandó kegyeletteljes leendő megemlékezések első lépcsején, Türkös 1930. április 20., Tóthpál Dániel"
Második verseskötete 1932 novemberében jelent meg Dalok és jajok címmel. A könyv borítóját, Hadnagy Árpád híres grafikus tervezte. Egy lantot pengető ifjút ábrázol, aki zenéjével, verseivel életre kelti az elesettségből, sebesültségből a barátját, a karizmatikus erdélyi fenyő gyógyító környezetében. A kötet elején a következő ajánlást írja a szerző:
"A csángó népé ez a kötet. Azé a népé, amelyről eddigé mindenki, még a saját fiai is csupán csak vettek, de viszontszolgálatul soha semmit, se semmit még szeretetet sem adtak. Talán e füzetben én sem adok sokat. Egypár személyes polémát, melyek tán anakrisztikusak is tünhetnek fel, ósdi forma- és gondolatköreik a mai szenzációhajhászó irodalmi különcködések közepett; ám szolgáljon mentségemül a tény, hogy én a népem primitív lelkületének írtam e verseimet, iparkodva alkalmazkodni annak egyszerű igényű szó és gondolatvilágához: legfőképp pedig a szándék szolgáljon mentségeműl, hogy amit adtam, azt szeretettel, minden anyagi és dicsszómj vágytól mentes önzetlen szeretettel adtam, nem várva érte semminemű viszontszolgálatot, – talán egy kis szeretetet. Türkös, 1932. november 10., Tóthpál Dániel."
Ebben a kötetben lírai nyíltsággal vall éntudatának állapotairól, a magyar lét és sors kisebbségi kérdéseiről.
1932 nyarán Tóthpál Dániel szervezi meg a csernátfalusi Papp-féle sörkertben a Zajzoni Rab István költő születésének századik évfordulójára tartott megemlékezést. Majd 1932. november 27-én, a bukaresti Zajzoni Rab István megemlékezésen is szervezői szerepet vállalt.
1932. november 22-én, Tóthpál Dániel befejezte egyetemi tanulmányait, majd az elkövetkező hat hónapban katonai kötelezettségeinek is eleget tett. Altiszti fokozattal szerelt le.
1933. március 11-én a bukaresti Jogi Egyetem diplomát állított ki a nevére (19561 sorszámmal).

## Utolsó évek
1933. január 23-án, a 32/1933 -as rendelettel a brassói Ügyvédi Kamara ügyvédi bojtárként alkalmazta, igazolványát 1933. február 8-án kapta kézhez. A Hosszúfalu-Alszegben működő dr. Papp Endre ügyvédi irodája bojtárként alkalmazta.
Ezekben az években, Tóthpál Dániel elkötelezetten dolgozott a Hétfalusi Ifjúsági Egyesület létrehozásán. Számos előadást tartott több településen is, a trianon utáni helyzet túléléséről, a magyarság önszerveződéséről és jogainak kivívásáról.
Miután egy enyhén értelmi fogyatékos lányon tett erőszak elkövetésével vádolták, Budapestre költözött. 1934-ben Rómába utazott, ahol beiratkozott a római Jogi Egyetemre doktorálni. 1935 októberében a Nemzeti Szalonban Horthy Miklós üdvözlő beszéde után Tóthpál Dániel nyitotta meg az Erdélyi Képzőművészek Tárlatát.
1936 -ban egy római étteremben ételmérgezést kapott, így kénytelen volt hazautazni. Állapota annyira leromlott, hogy az 1. számú klinikára került, ahol sárgaság, fekete-sárgaság gyanújával és vese-elégtelenséggel kezelték. Tóthpál Dániel 1936. június 10-én halt meg májelégtelenségben. 1936. június 13-án temették el a budapesti Rákoskeresztúri Új Köztemetőbe. Sírja a 135-ös parcella 18. sor 15. oszlopában található.

## Külső hivatkozások
- Versek
- Zalka Sándor 1931-ben a Nyugat folyóiratban megjelent kritikája Tóthpál Dániel verseiről
- Erdélyi Helikon repertórium 1928–1944